# ساکائه موریموتو
ساکائه موریموتو (ژاپنی: 森本 さかえ؛ زادهٔ ۲۰ ژانویه ۱۹۷۷) بازیکن هاکی روی چمن زن اهل ژاپن بود.
وی در مسابقات کشوری و بین‌المللی در مجموع برندهٔ ۱ مدال طلا، ۲ مدال نقره، ۲ مدال برنز شده‌است.